# Escut del Talladell
L'escut oficial del Talladell té el següent blasonament:
Escut caironat: d'argent, una rodella de gules amb una creu de Malta d'argent, acompanyada a la punta d'una clau de sable en faixa; el peu d'or, quatre pals de gules.

## Història
La junta de veïns va iniciar l'expedient d'adopció de l'escut heràldic el 20 de març de 2015. Va ser aprovat el 12 de gener de 2018 i publicat al DOGC el 22 de gener del mateix any amb el número 7540.
La rodella amb la creu de Malta d'argent fa referència al fet que el Talladell va pertànyer a la comanda hospitalera de Granyena; la clau fa referència al patró del Talladell, sant Pere; i el peu d'or amb quatre pals de gules recorda que la localitat va pertànyer a la jurisdicció reial.
Com és norma en tots els escuts de les entitats municipals descentralitzades, el del Talladell no porta corona.